# 巨鮪來富
22°27′05″N 120°28′46″E / 22.451389°N 120.479472°E
巨鮪來富，是2019年臺灣燈會主燈，以屏東縣東港鎮特產黑鮪魚為造型，為臺灣燈會主燈首次在海面上呈現，結束後永久保存在原地的大鵬灣水域。

## 設計
「巨鮪來富」為曾永義取名，埴鈁藝術有限公司承攬，中華電信贊助。
外型為為彭力真設計，造型為仰天的鮪魚，喻為乘風躍浪之姿展現台灣生命力。內部具有2萬組全彩LED燈，可呈現出1千2百萬以上畫素色彩。基座突破以往，純以樸素無圖的圓形為造型。

## 登場

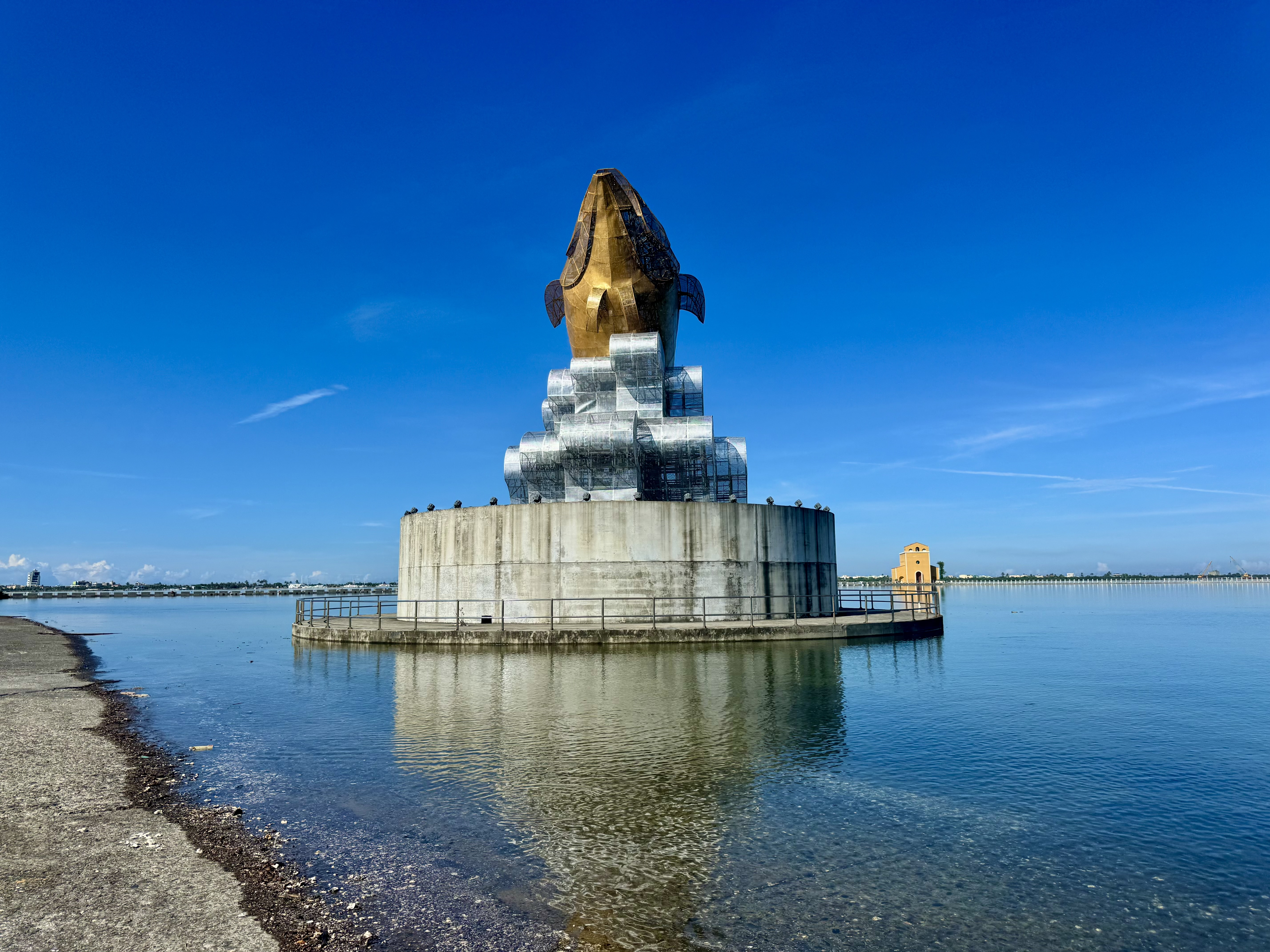
「巨鮪來富」與大鵬灣海上教堂

2019年1月3日，由交通部觀光局在台北圓山飯店公開主燈造型。若將2001年國家燈會移往高雄舉辦的主燈「鰲躍龍翔」算入，「巨鮪來富」為再次不以生肖為主燈。觀光局長周永暉解釋，是為永留在大鵬灣風景區作結合在地文化、歷史、物產的新地標，遂以東港鮪魚為主題。燈會小提燈則維持以值年生肖為主題，並結合屏東養豬產業、風豬爺。
同月14日，由屏東縣長潘孟安、觀光局長周永暉舉行「巨鮪來富」安座。由風水師吳彰裕將魚頭定向朝內、北北東方向，象徵「大魚入港」。潘孟安表示，這為台灣燈會首次移師屏東，也是30年來燈首次在海上呈現。後日，民俗專家廖大乙前來此觀察後，認為高度16公尺意味「一落千丈」、「巨鮪來富」音似「鋸尾」，宣稱政壇會不安。
2月19日晚上7點半點燈後，總統蔡英文稍後臉書戲稱這主燈「台灣最大尾」。燈會結束後，為防颱風破壞，拆除「巨鮪來富」轉軌與內部電力，頭部換為金屬沖孔板，燈光改以外投影呈現。